# Hengstleistungsprüfung
Eine Hengstleistungsprüfung oder kurz HLP dient zur Selektion und zur Bewertung von Hauspferde-Hengsten im Hinblick auf ihren späteren Einsatz als Zuchttiere. Das Bestehen dieser Prüfung ist Voraussetzung für den Eintrag in das Hengstbuch I der jeweiligen Rasse; diese Eintragung besteht dann lebenslang.
Um an einer Hengstleistungsprüfung teilnehmen zu können, muss der Hengst meist zuvor gekört worden sein.

## Warmblut
Eine Hengstleistungsprüfung für Warmbluthengste gilt als bestanden, wenn der Hengst entweder eine so genannte Stationsprüfung erfolgreich absolviert hat oder eine gewisse Anzahl an Turniererfolgen in der schweren Klasse nachweisen kann.
Bis zum Jahr 2000 bestand die Stationsprüfung aus einem 100-Tage-Test, danach wurde sie aufgeteilt in einen 30-tägigen Veranlagungstest und einem 70-tägigen Leistungstest, die im Abstand von mehreren Monaten durchgeführt werden. Der Veranlagungstest ist in letzter Zeit vermehrt in die Kritik geraten, da er relativ früh im Jahr stattfindet und die zu diesem Zeitpunkt meist dreijährigen Hengste deshalb schon sehr jung angeritten werden. Bei den Tests werden neben Springveranlagung, Rittigkeit und Bewegungsablauf auch das Interieur, also die „inneren“ Eigenschaften eines Hengstes wie Charakter, Temperament, Leistungsbereitschaft und die Konstitution beurteilt. Auf diesen Grundlagen werden ein Gesamtindex sowie ein Dressur- und Springindex erstellt. Diese Indizes sind nicht zu verwechseln mit den Werten einer Zuchtwertschätzung. Hengste die beim Ablegen der Prüfung eine gewisse Altersgrenze, meist 5 Jahre, überschritten haben, erhalten einen pauschalen Punktabzug.

## Reitponys
Die Stationsprüfung für Reitponyhengste verläuft prinzipiell ähnlich der für Warmbluthengste, allerdings beträgt die Gesamtprüfungsdauer hier nur 30 Tage.

## Quarter Horses
Quarter Horses müssen einen 50-tägigen Test absolvieren, dieser besteht aus Reining, Trail, Pleasure und Westernriding.

## Englisches Vollblut
Vollbluthengste müssen keine HLP ablegen. Hier erfolgt die Selektion für die Vollblutzucht über das Generalausgleichsgewicht (GAG).
Soll der Hengst zur Veredelung in der Reitpferdezucht eingesetzt werden, kann er allerdings auch eine HLP absolvieren, falls er keine Rennen gegangen ist. Auch Erfolge bei Dressur- oder Springturnieren können dem Vollbluthengst die Deckerlaubnis als Veredler einbringen.

## Kaltblut
Bei Kaltbluthengsten entfallen die Reitprüfungen und es wird stattdessen die Zugleistung geprüft.